# 彰明镇
彰明镇，是中华人民共和国四川省绵阳市江油市下辖的一个乡镇级行政单位。

## 行政区划
彰明镇下辖以下地区：
治城社区、昌明村、长庚村、北江村、南江村、福田村、明月村、五龙村和金林村。